# Roca Parus
La Roca Parus (en ruso: Скала Парус, Roca de la Vela) es un monolito de arenisca del cretácico superior, situada en la costa nororiental del Mar Negro, entre Dzhanjot y Praskovéyevka, en el ókrug urbano de la ciudad de Gelendzhik en el krai de Krasnodar de Rusia. Recibe este nombre porque asemeja el perfil de una vela.
La roca, 17 km al sureste de Gelendzhik, tiene paredes verticales escarpadas, perpendiculares a la orilla del mar. Alcanza una altura de 25 m, con una longitud de 20 m y poco más de 1 m de anchura, lo que le da la forma de una vela cuadrangular. A 2.5 m de altura se halla una abertura de origen incierto. Algunas guías afirman que se debe al impacto de un proyectil de artillería durante la Guerra del Cáucaso. En 1903, Semión Vasiukov, que investigaba la costa del mar Negro, afirmó que pese a recibir 4 impactos de la artillería de un buque de guerra, de los cuales hay señales, la roca se mantuvo firme y de ningún modo fue agujereada.
La aparición de esta roca se explica por la erosión del mar sobre los acantilados del mar Negro, que tenían aquí un punto fuerte que no cedió.
Fue declarada monumento natural el 24 de noviembre de 1971 por la administración de Gelendzhik, quedando su protección subordinada al selsovet Divnomorski. En los alrededores se halla una playa, que constituye un lugar de ocio y recreo al aire libre.

## Galería

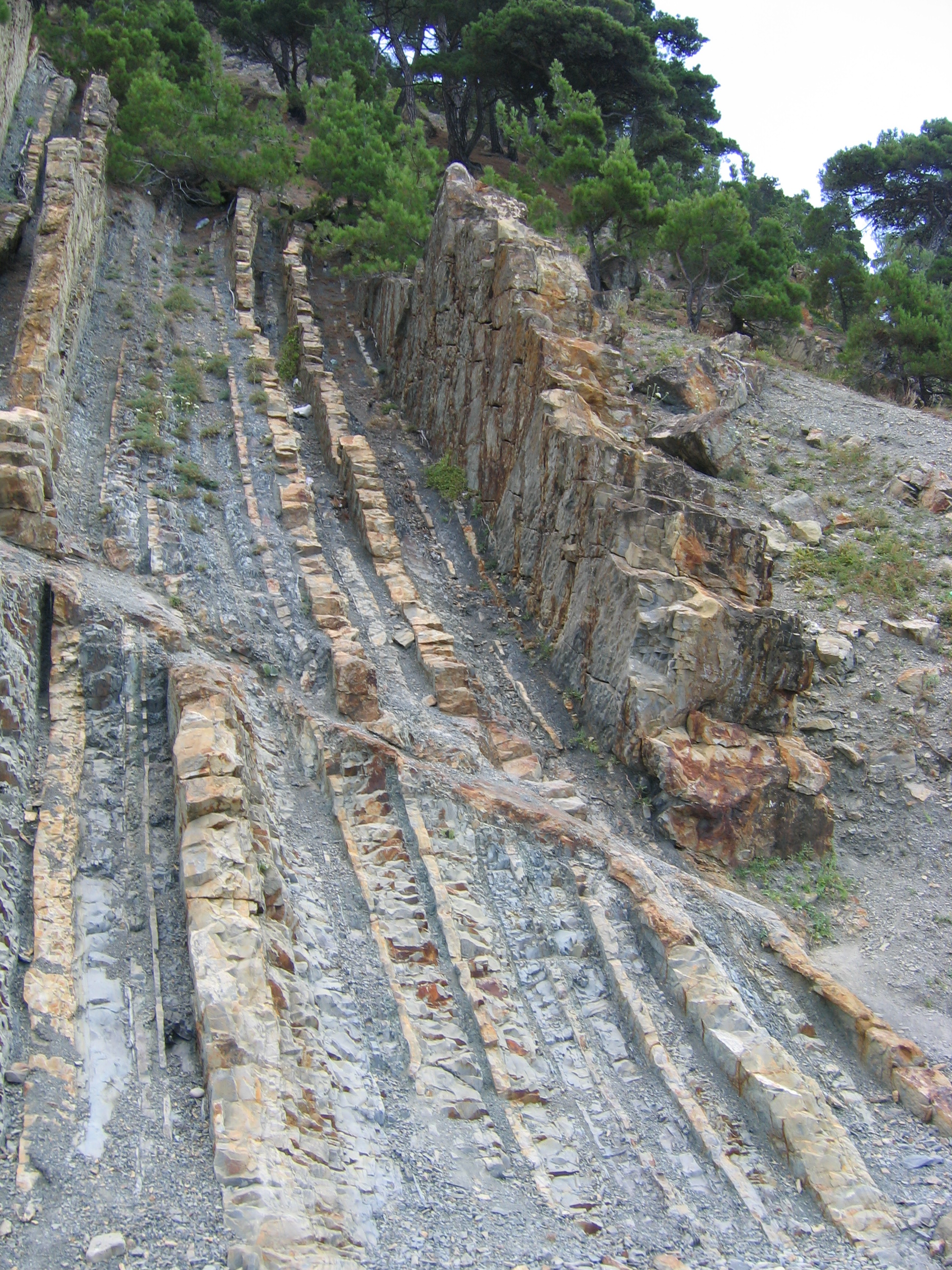
El saliente que se puede apreciar a la derecha de la imagen estaba unido a la roca Parus.
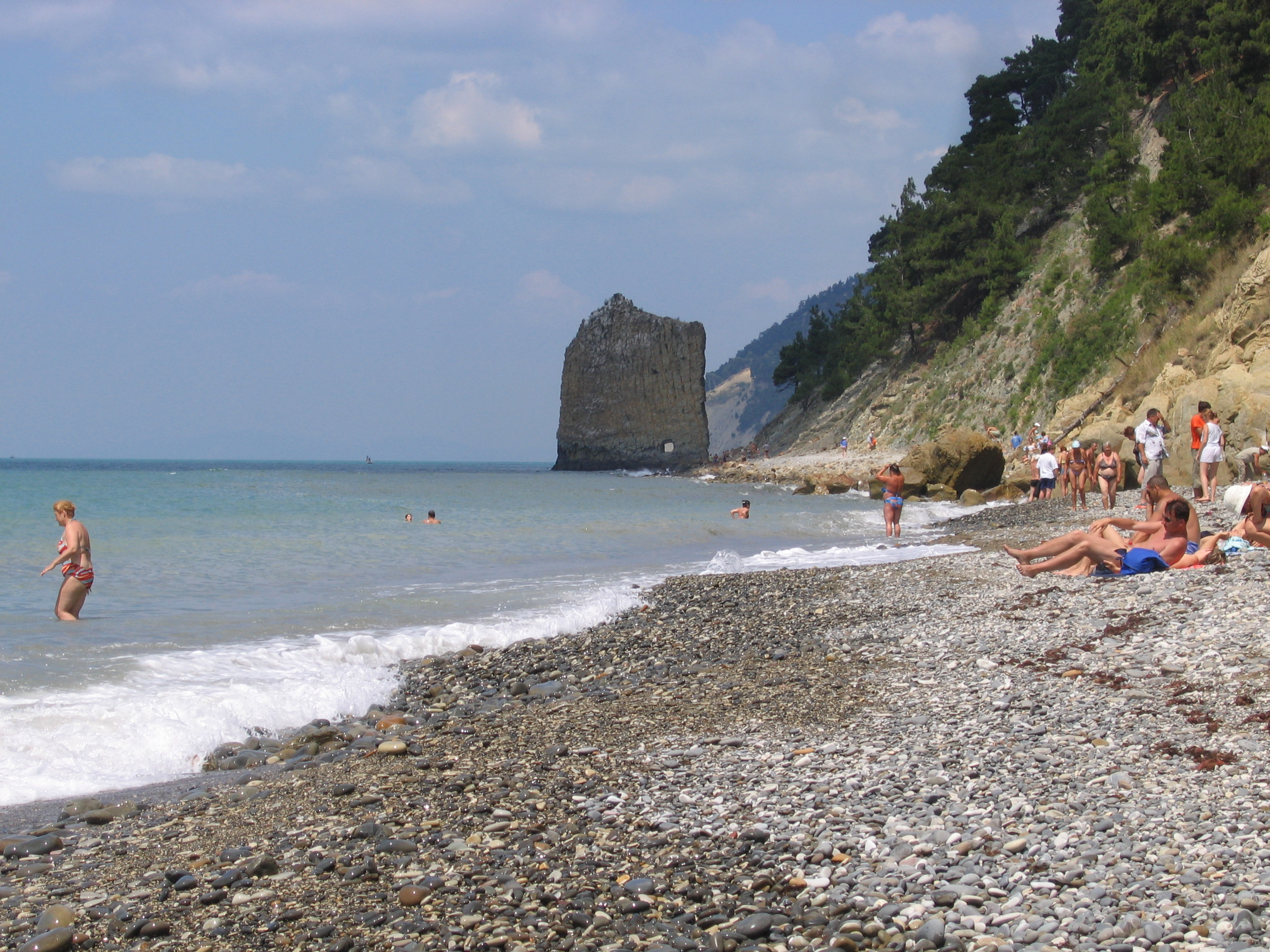
Vista desde la playa de Praskovéyevka.
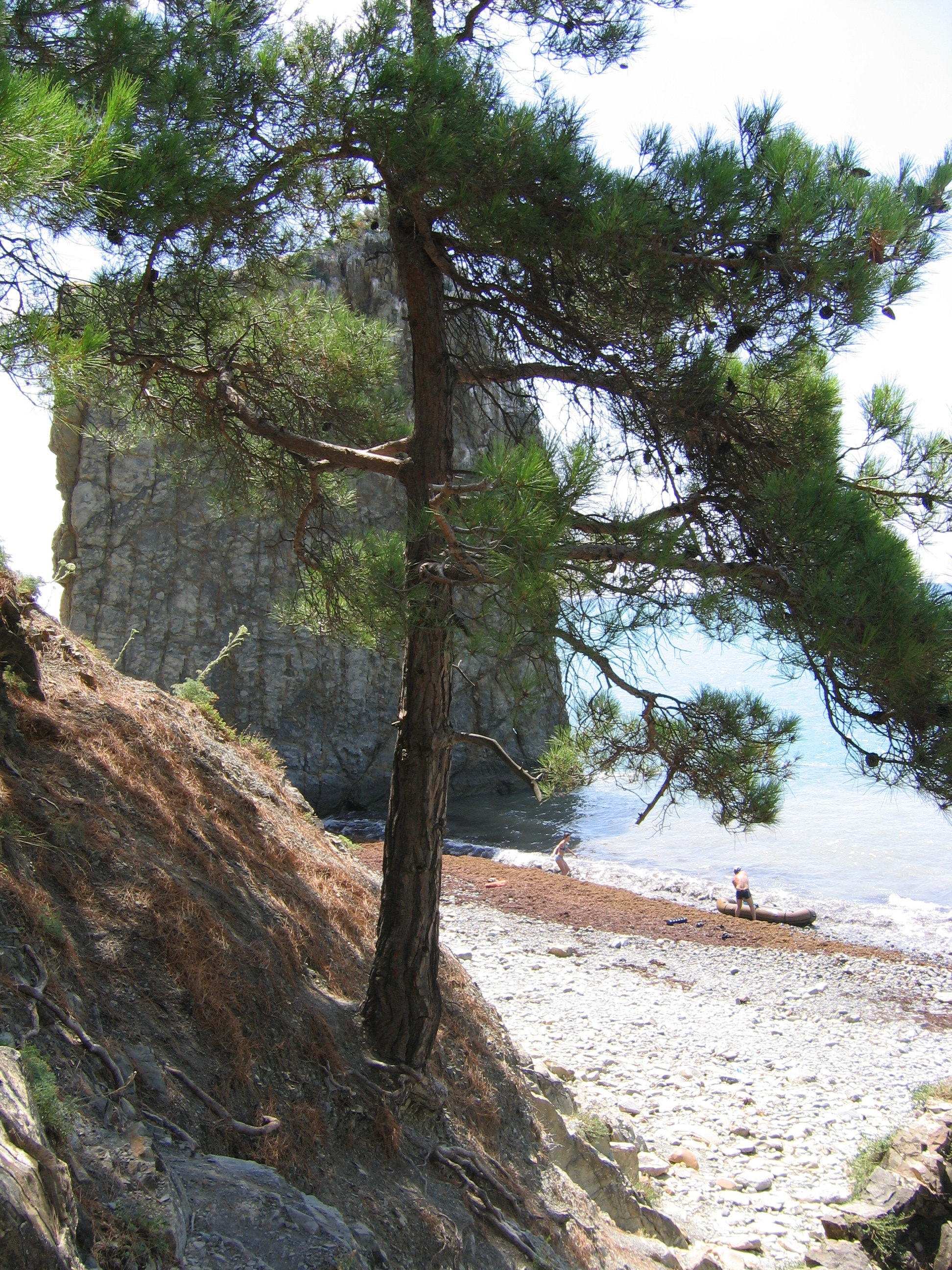
Vista desde la orilla cercana.
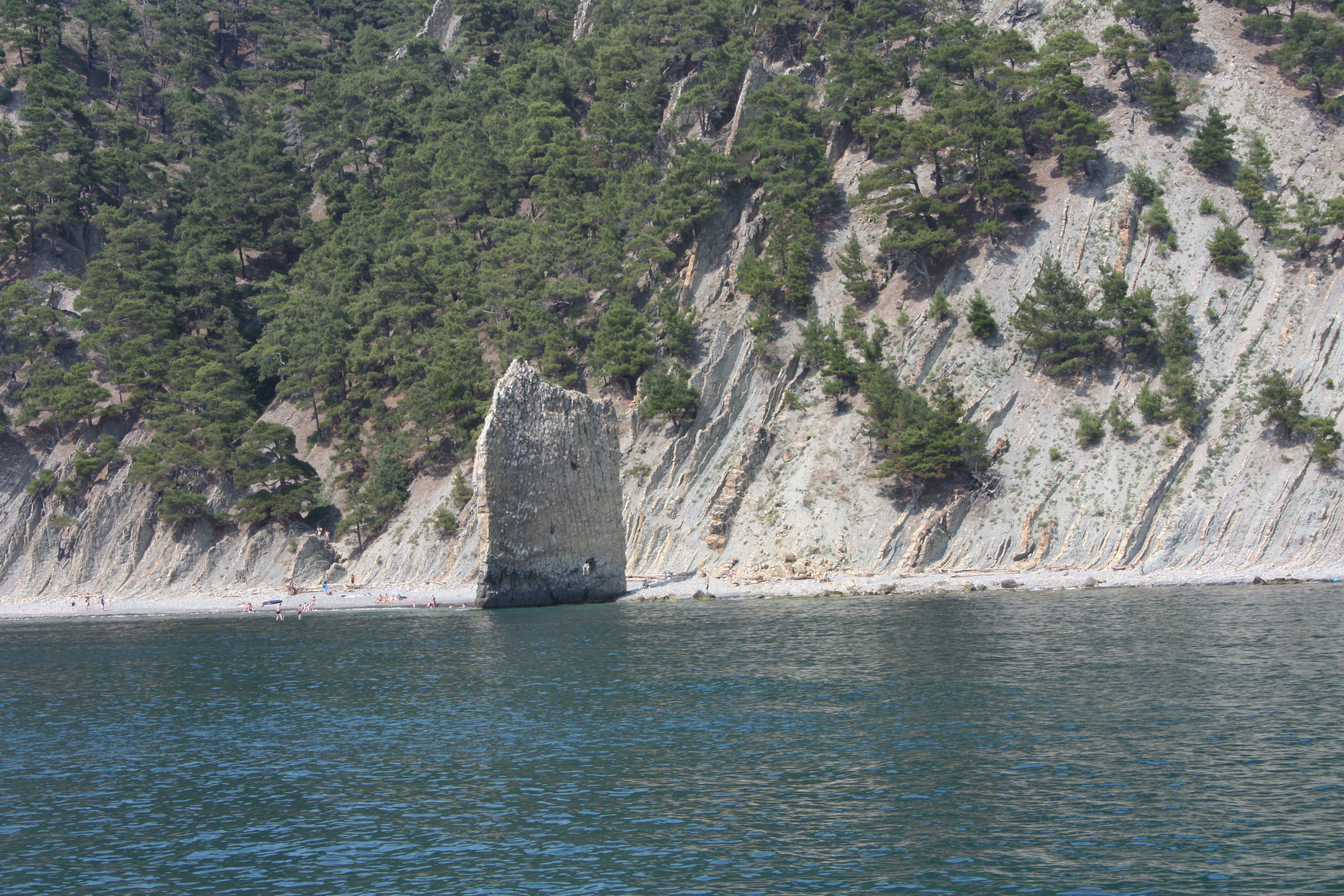
Vista desde el mar Negro.